# Friends (BZN)
Friends is het 6e reguliere album van BZN. Het werd eerst op de toen gebruikelijke LP en MC uitgegeven, later is Friends ook op cd verkrijgbaar geworden. Op dit album staan twee dikke top 40 hits die beide in de top 5 belandden; Chanson d'amour en The old Calahan.
Friends bleef zelf 24 weken in de Elpee top 50 steken, waarvan de 3e positie het hoogst haalbare werd. Friends werd goud en platina beloond.

## Tracklist
Kant A
1. The old calahan "live" [Th. Tol/J. Tuijp/C. Tol]
2. Hang on to a dream [Th. Tol/J. Tuijp/C. Tol]
3. We all will dance [Th. Tol/J. Tuijp/C. Tol]
4. Don Luigi [Th. Tol/J. Tuijp/C. Tol]
5. Mr. Dan [Th. Tol/J. Tuijp/C. Tol]
6. The ruins of Delphi (instrumental) [Th. Tol]
Kant B
7. The sailorman song [Th. Tol/J. Tuijp/C. Tol]
8. Chanson d'amour [Th. Tol/J. Tuijp/C. Tol]
9. America [Th. Tol/J. Tuijp/C. Tol]
10. Remember September [Th. Tol/J. Tuijp/C. Tol]
11. Les gens de tous les jours [Th. Tol/J. Tuijp/C. Tol]
12. The old calahan (reprise) [Th. Tol/J. Tuijp/C. Tol]